# Мертвец в колледже
«Мертве́ц в ко́лледже»  — американская молодёжная кинокомедия 1998 года. Премьера фильма состоялась 21 августа 1998 года. Фильм основан на городской легенде о том, что студент получает самые высокие оценки, если его сосед совершает самоубийство. Два друга начинают искать депрессивных соседей, для того чтобы подтолкнуть их к самоубийству.
Чтобы увеличить продажу билетов в США, фильм был приурочен к началу учебного года в колледже. Это первый фильм компании MTV Films, который имел рейтинг R, предыдущие два фильма («Квартирка Джо» и «Бивис и Баттхед уделывают Америку») имели рейтинг PG-13.

## Сюжет
Джош — парень из Индианы, который поступил в медицинский университет и живёт за счет стипендии. Его сосед по комнате Купер месяцами прогуливает пары и слишком весело проводит университетскую жизнь, чем мешает Джошу учиться. Постепенно Джош стал жить так же, как и его сосед Купер, после чего оценки Джоша значительно ухудшились.
Отец Купера, который зарабатывает деньги тем, что прочищает канализацию, говорит сыну, что в случае если его исключат из университета, он будет работать на худшей работе. Джошу нужно получить максимальные баллы по предметам, чтобы и в дальнейшем получать стипендию. Ребята узнали из устава учебного заведения, что студенты, сосед которых покончил жизнь самоубийством, получат самые высокие оценки. Джош и Купер изучили дела всех студентов, отобрали параноиков, маньяков для того, чтобы подселить кого-то из них в свою комнату и довести его до самоубийства.
После нескольких неудачных попыток они узнали, что один студент сделал попытку самоубийства, приняв таблетки. И Джош не смог наблюдать за этим спокойно и спас жизнь парню. После этого он сам сделал вид, что прыгнет с моста для того, чтобы Купера не выгнали из университета.

## В ролях
- Том Эверетт Скотт — Джош
- Марк-Пол Госселаар — Купер
- Поппи Монтгомери — Рейчел
- Локлин Манро — Клифф
- Кори Пейдж — Метт
- Элисон Ханниган — Люси
- Мари Морроу — Кристин
- Джейсон Сигел — Кайл
- Линда Карделлини — Келли
- Аерик Иган — Рассол
- Рэнди Перлштейн — Бакли Шранк
- Шелли Малил — профессор биологии
- Дэйв Руби — Зик
- Марк Карапецца — Хэнк
- Джефф Т. — Джерри

## Кассовые сборы
При бюджете $14 млн фильм собрал в США  $15 064 946.

## Критика
Картина получила, преимущественно, отрицательные отзывы от критиков.
На агрегаторе рецензий Rotten Tomatoes рейтинг одобрения составляет 15 % (5 положительных и 29 отрицательных отзывов).
В «Нью-Йорк таймс» написали, что фильм был «предсказуемо глупым», но высоко оценили работу Марка-Пола Госселаара, написав: «Однако, мистер Госселаар настолько хорош, что его исполнение роли Купера иногда скрашивает подростковый тон фильма».  

## Производство
Фильм снимали в кампусе Тихоокеанского университета (Стоктон, Калифорния), на мосту 7-й улицы Модесто и за пределами кампуса Университета Южной Калифорнии.